# Eleição municipal de Paulista (Pernambuco) em 2016
A eleição municipal de Paulista em 2016 foi realizada para eleger um prefeito, um vice-prefeito e 15 vereadores no município de Paulista, no estado brasileiro de Pernambuco. Foram eleitos Gilberto Gonçalves Feitosa Júnior (PSB) e Jorge Luis Carreiro de Barros para os cargos de prefeito(a) e vice-prefeito(a), respectivamente.
Seguindo a Constituição, os candidatos são eleitos para um mandato de quatro anos a se iniciar em 1º de janeiro de 2017. A decisão para os cargos da administração municipal, segundo o Tribunal Superior Eleitoral, contou com 193 271 eleitores aptos e 13 550 abstenções, de forma que 7.01% do eleitorado não compareceu às urnas naquele turno.

## Antecedentes
A eleição municipal de 2012 foi marcada pela vitória de Gilberto Gonçalves Feitosa Junior (mais conhecido como Junior Matuto) no primeiro turno com 55,44% do eleitorado. O candidato do PSB derrotou Sérgio Leite, do PT, que ficou em segundo colocado com 35,18% dos votos válidos. A expectativa da eleição de 2016 era que o prefeito eleito em 2012 conseguisse uma reeleição, já que o município estava sob o comando do PSB desde 2009, com o ex-prefeito Yves Ribeiro. Em 2016, a única dúvida que restava era se Matuto conseguiria uma reeleição, sem a presença de seu padrinho político, Eduardo Campos, falecido em 2014. 

## Campanha
Junior Matuto recebeu R$155 mil em doações de pessoas físicas para realizar sua campanha, não contando com recursos do PSB. O político teve uma redução de 30% nos custos, comparado com a quantia usada na eleição de 2012. Além disso, o político baseou sua campanha na série de eventos "Agenda 40" , nos quais houve várias reuniões com parte da população de Pernambuco para falar sobre o primeiro mandato de Matuto em 2012. O candidato do PSB contou com apoio do governador de Pernambuco, Paulo Câmara.   

## Resultados

### Eleição municipal de Paulista em 2016 para Prefeito
A eleição para prefeito contou com 6 candidatos em 2016: Sergio José Leite de Melo do Partido Democrático Trabalhista, Gilberto Gonçalves Feitosa Júnior do Partido Socialista Brasileiro, Severino Ramos de Santana do Partido Trabalhista Brasileiro, Lucicleide Andrade de Santana do Partido Socialismo e Liberdade, Gilberto Sabino dos Santos Junior do Rede Sustentabilidade, Gilderley Alves Gondim do Partido da Mobilização Nacional que obtiveram, respectivamente, 28 718, 67 110, 34 946, 1 902, 2 654, 5 374 votos. O Tribunal Superior Eleitoral também contabilizou 7.01% de abstenções nesse turno. 
| Candidato(a)                             | Vice                                | Coligação                                       | Votos recebidos | Percentual |
| ---------------------------------------- | ----------------------------------- | ----------------------------------------------- | --------------- | ---------- |
| Gilberto Gonçalves Feitosa Júnior (PSB)  | Jorge Luis Carreiro de Barros       | Paulista no Rumo Certo                          | 67110           | 47.7%      |
| Severino Ramos de Santana (PTB)          | Jose Rufino Neto                    | Renova Paulista Com Fé e Trabalho               | 34946           | 24.84%     |
| Sergio José Leite de Melo (PDT)          | Evandir Pedrosa de Melo             | Dê uma Chance a Paulista                        | 28718           | 20.41%     |
| Gilderley Alves Gondim (PMN)             | Carlson Valerio Ferreira de Almeida | Partido da Mobilização Nacional (sem coligação) | 5374            | 3.82%      |
| Gilberto Sabino dos Santos Junior (REDE) | Izael Barbosa Cavalcanti            | Rede Sustentabilidade (sem coligação)           | 2654            | 1.89%      |
| Lucicleide Andrade de Santana (PSOL)     | Margarett Leite de Oliveira         | Partido Socialismo e Liberdade (sem coligação)  | 1902            | 1.35%      |

### Eleição municipal de Paulista em 2016 para Vereador
Na decisão para o cargo de vereador na eleição municipal de 2016, foram eleitos 15 vereadores com um total de 157 154 votos válidos. O Tribunal Superior Eleitoral contabilizou 8 119 votos em branco e 14 448 votos nulos. De um total de 193 271 eleitores aptos, 13 550 (7.01%) não compareceram às urnas .
| Nome                             | Partido político                               | Coligação                             | Votos recebidos | Percentual |
| -------------------------------- | ---------------------------------------------- | ------------------------------------- | --------------- | ---------- |
| Cesar Junior Marques de Lira     | Partido da Social Democracia Brasileira (PSDB) | Muito Mais Paulista                   | 4546            | 2.89%      |
| Iolanda Maria da Silva           | Partido Socialista Brasileiro (PSB)            | Frente Socialista do Paulista         | 4446            | 2.83%      |
| Vinicius Campos de Melo          | Solidariedade (SD)                             | Frente Socialista do Paulista         | 4204            | 2.68%      |
| Pedro Marinho Espindola          | Partido Social Liberal (PSL)                   | Frente Democrática Social Cristã      | 3337            | 2.12%      |
| Jose Augusto da Costa            | Movimento Democrático Brasileiro (MDB)         | Frente Democrática Social Cristã      | 3087            | 1.96%      |
| Fabio Barros E Silva             | Partido Socialista Brasileiro (PSB)            | Frente Socialista do Paulista         | 2640            | 1.68%      |
| Fabiano Ricardo de Souza Paz     | Partido Socialista Brasileiro (PSB)            | Frente Socialista do Paulista         | 2632            | 1.67%      |
| Antonio Jose Lima Valpassos      | Partido Comunista do Brasil (PCdoB)            | Frente Progressista de Esquerda       | 2600            | 1.65%      |
| José Ivanildo Conceição Costa    | Partido Socialista Brasileiro (PSB)            | Frente Socialista do Paulista         | 2531            | 1.61%      |
| Roberto Jose Couto Bezerra Filho | Partido Comunista do Brasil (PCdoB)            | Frente Progressista de Esquerda       | 2379            | 1.51%      |
| Eudes José Davi de Farias Silva  | Democracia Cristã (DC)                         | Frente Democrática Social Cristã      | 2205            | 1.4%       |
| Evanil César Belém dos Santos    | Partido Socialista Brasileiro (PSB)            | Frente Socialista do Paulista         | 1952            | 1.24%      |
| Antonio Filgueira Galvao Filho   | Partido Verde (PV)                             | Trabalho por uma Paulista Sustentável | 1826            | 1.16%      |
| Edmilson Alves do Nascimento     | Partido Social Democrático (PSD)               | Muito Mais Paulista                   | 1707            | 1.09%      |
| Marcio Jose da Silva Freire      | Partido Verde (PV)                             | Trabalho por uma Paulista Sustentável | 1707            | 1.09%      |

## Análise
Junior Matuto venceu as eleições municipais com 47,7% dos votos válidos. A vitória no primeiro turno, demonstrou o poder que o PSB tem no município de Paulista, já que este seria o quarto mandato em seguida de algum político pertencente a esse partido. Ao falar sobre sua conquista, Matuto mostrou-se prático e confiante. Em entrevista ao site UOL, ele declarou  "Não vamos mudar muita coisa no nosso secratariado por dois motivos: a estrutura da prefeitura já é bem enxuta e a população, ao renovar nosso mandato, mostrou que aprova a gestão, então as mudanças serão poucas". 
Junior Matuto tomou posse do cargo, junto ao seu vice Jorge Carreiro, no dia 01 de janeiro de 2017, às 15 horas. Em 2018, o Ministério Público do Estado de Pernambuco (MPPE)  abriu um inquérito para investigar um suposto esquema imobiliário para desvio de recursos públicos, na atual gestão da Prefeitura de Paulista, comandado por Junior Matuto. No entanto, algum tempo depois, o TRE-PE (Tribunal Eleitoral de Pernambuco) acolheu o recurso do atual prefeito, impedindo sua impugnação e Junior manteve-se prefeito de Paulista.  